# Haojing
Haojing (chinês simplificado: 镐京; chinês tradicional: 鎬京; pinyin: Hàojīng), também chamado Zongzhou (宗周), foi um dos dois assentamentos que compunham a capital da dinastia Zhou Ocidental (1066 a 770 aC), sendo o outro Fēng ou Fēngjīng (灃京). Juntos, eles eram conhecidos como Fenghao e ficavam em margens opostas do rio Feng (沣河) com Haojing na margem leste. Descobertas arqueológicas indicam que as ruínas de Haojing estão próximas ao rio Feng, no extremo norte do subdistrito de Doumen  (斗门街道) na atual Xi'an, província de Shaanxi. Era o centro do governo do rei Wu de Zhou (r. 1046-1043 AEC).